# Мексиканская кухня

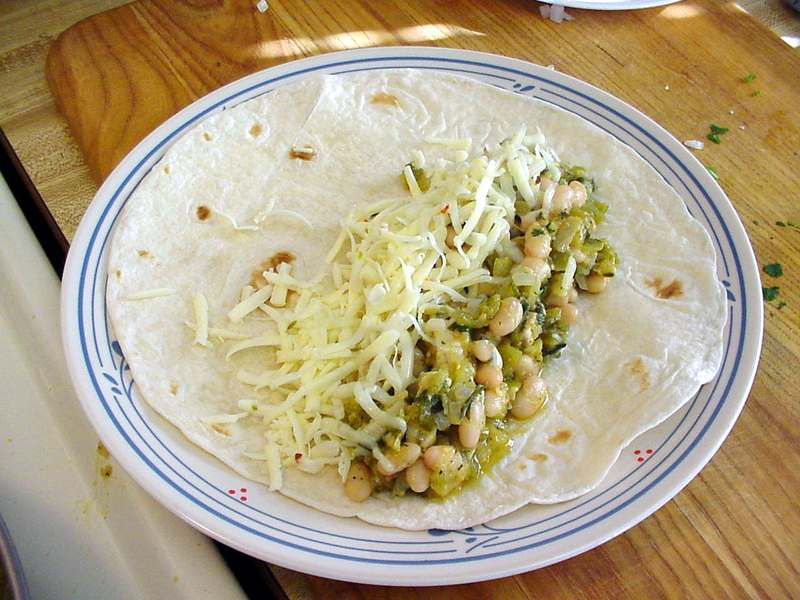
Развёрнутый буррито

Мексиканская кухня — кухня, представляющая собой объединение ацтекских и испанских кулинарных традиций. Сами испанские традиции формировались на рубеже классической Европы и мавританского Востока.

## Характерные блюда

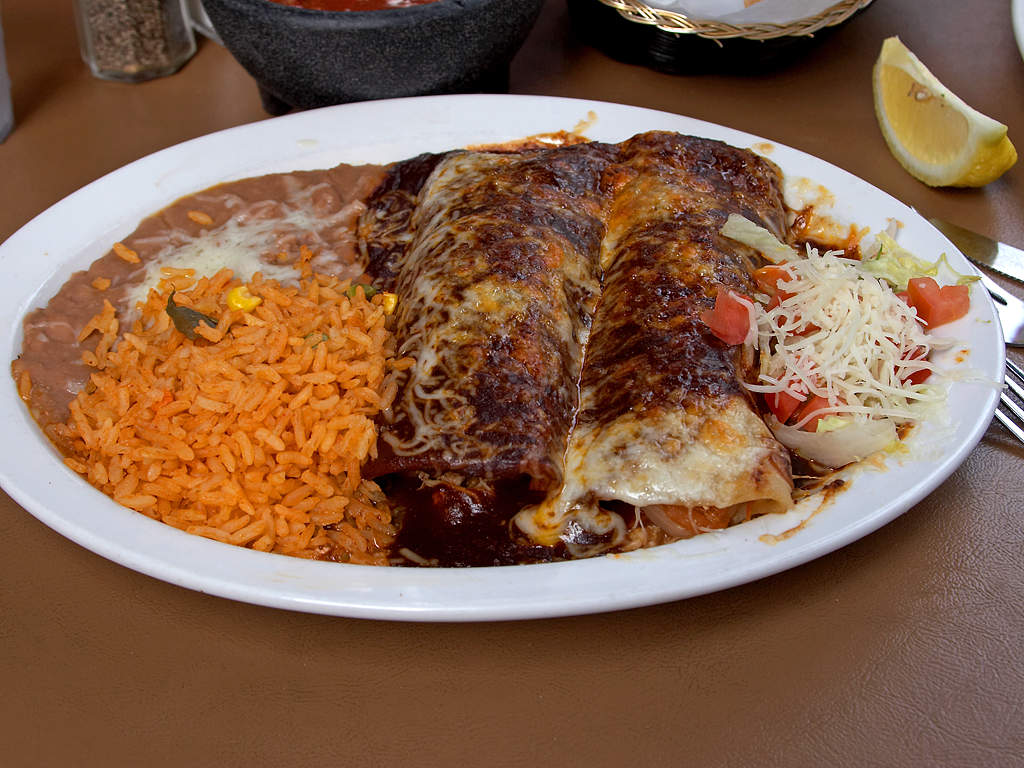
Энчилада

Основу составляют тортильи (исп. tortillas) — плоские кукурузные лепешки с приправами, среди которых первое место занимает перец чили («визитная карточка» мексиканской кухни) и сальса. Из торти́лий изготовляют тако, начос (чипсы), а также различные рулетики: буррито (мясной пирог), энчилада (большой политый сырным соусом конверт из мягкой лепёшки, внутри — курица, мясо, фасоль), и чимичанги (обжаренные в кипящем масле трубочки с сыром, мясом курицы или говядины и помидорами). 
Тамале - приготовленное на огне блюдо из мясной или овощной начинки, завернутые в кукурузную муку, затем в листья кукурузы, перед употреблением, листья кукурузы убирают.. На них также выпекают яичницу уэ́вос. Они подаются к салатам из фруктов и овощей, самым характерным из них является гуакамо́ле (пастообразный соус из авокадо с добавлением помидоров, лука и перца серрано) и пико-де-гайо (клюв петушка) — острый соус из нарезанных кубиками помидоров, лука и перцев халапеньо.  
Кесадилья - обжаренные пшеничные или кукурузные лепешки, с обязательным добавлением сыра между ними (таких как полу-твердые Оахака или Чихуа-хуа), и возможным добавлением различных видов мяса и овощей(кукуруза, чили, нарезаные помидоры).
Sopes - небольшие(примерно 5см в диаметре), выпеченные кукурузые лепешки с бортиками и с мясной(свинина, курица) и овощной начинкой.
Севиче - блюдо из рыбы или морепродуктов. Мелко нарезанная, маринованая рыба различных сортов, нарезанный репчатый лук, кинза и сок лайма.
Среди мясных блюд первое место по популярности занимает фахита (fajita) — говяжья покромка (отруб с нижней части туши), обжаренная на гриле. Также популярна тинга из измельченного мяса в соусе. Из гарниров наиболее распространены рис и фасоль. Характерные специи: кинза (cilantro); перцы серрано (serrano) и халапеньо (jalapeño). Знаменитые мексиканские алкогольные напитки — текила и мескаль. На основе текилы делаются коктейли, такие как маргарита или палома. Из не-алкогольных напитков популярен Aguas Frescas - газированные или негазироанные напитки с фруктами, часто с добавлением гибискуса или Горчата - напиток из выжатой рисовой муки, часто с добавлением сока миндаля и корицы. Мексиканское происхождение имеет популярный напиток какао или горячий шоколад, эти же напитки являются традиционными для Мексики. Менее известен традиционный напиток тепаче.
Из первых блюд известен суп из тортильи (sopa de tortilla) — весьма острый продукт. В куриный бульон добавляют обжаренные в кукурузном масле лук и чеснок, очищенные от кожи и семян и мелко нарезанные помидоры, чёрный перец, кумин, кинзу и сушёный жгучий перец чили, и перец халапеньо. Смесь держат на огне полчаса, а затем подают в глубоких мисках с тёртым сыром и жареными полосками тортильи шириной около 1 см. В супе тортильи разбухают и пропитываются жгучей влагой бульона. Сервируют нарезанным дольками слегка неспелого авокадо и сметаной. Также широко распространён позоле — густой суп из кукурузы и мяса с различными добавками. Штат Юкатан является родиной оригинального по вкусу и популярного во всей Мексике лаймового супа.
Из зауксок и уличной еды популярны:
Elotte (переводится просто как кукруза): кукрузные бобы, срезаные прямо с початка, часто подаются в стакане как уличная еда, состоит из кукурузы, мексиканского соуса, крошащегося сыра(традиционно - сыр Котиха), перца-чили и приправ. 
Чуррос - выдавленное в форме шестиконечной звезды тесто, обжаренное в масле, с добавлением сахара и корицы, обычно длинной в 15см. Является типичным уличным дессертом. Может подаваться с вареньем или повидлом.
Традиционная мексиканская кухня(в целом) внесена в Список шедевров устного и нематериального культурного наследия человечества согласно UNESCO.